# Cucullia aplana
Cucullia aplana är en fjärilsart som beskrevs av Pierre E.L. Viette 1957. Cucullia aplana ingår i släktet Cucullia och familjen nattflyn. Inga underarter finns listade i Catalogue of Life.